# Paul Armand Petit
Pour les articles homonymes, voir Petit et Paul Petit (homonymie).
Paul Armand Petit (1890-1918) est un aviateur français, considéré comme un as de l'aviation pendant la Première Guerre mondiale.

## Biographie
Paul Armand Petit est né le 17 (ou le 1er janvier 1890 à Paris dans la Seine. Il est le fils de Jean-Pierre Petit, magasinier, et de Marie Paquignon. Il effectue son service militaire comme appelé dans le  167e Régiment d'Infanterie à partir du 8 octobre 1911, devient caporal le 10 octobre 1912. Exerçant la profession de comptable, Paul Armand Petit, célibataire, est mobilisé dans son ancienne unité, le  367e Régiment d'Infanterie, qu’il rejoint le 1er août 1914. Il sert à Dijon, Le Crotoy, Avord et Pau. Il est nommé sergent le 11 février 1915 et est cité à l’ordre de la division le 6 septembre 1916.
Transféré dans l’armée de l’air française le 15 avril 1917, il reçoit son brevet de son pilote militaire le 25 juin 1917. Il est affecté le 15 septembre 1917, à l’escadrille N 154. Paul Armand Petit remporte sept victoires lors de combats aériens, ce qui lui vaut d’être considéré comme un as de l'aviation.
Il est tué en action sur le front de la Marne à Brimont, Marne, le 18 septembre 1918. Il avait alors le grade d’adjudant. Ses faits d'armes lui valurent de devenir chevalier de la Légion d'honneur et titulaire de la croix de guerre.